# Manuel Enrique Mejuto González
Manuel Enrique Mejuto González (La Felguera, 16 aprile 1965) è un ex arbitro di calcio spagnolo.

## Carriera
Asturiano, iniziò ad arbitrare nelle categorie minori del calcio regionale. Nel 1993 fu premiato con il Silbato de oro per le sue prestazioni come arbitro nella Segunda División B e nel 1994 esordì in Segunda División. Già l'anno seguente esordì nella massima serie spagnola, nella partita Real Valladolid-Compostela (0-0) del 16 settembre 1995. Nel 1999 venne promosso al ruolo di arbitro internazionale. Viene considerato il miglior fischietto spagnolo degli anni 2000, assieme ad Alberto Undiano Mallenco, essendo entrambi stati pre-selezionati in vista dei campionato mondiale del 2010.
Vanta prestigiose designazioni. Nel 2001 diresse la finale del campionato mondiale Under-20 in Argentina e, nello stesso anno, venne inserito nella prima classe dei direttori di gara europei, arbitrando la finale di Intertoto tra PSG e Brescia; nel 2004 fu selezionato per il campionato europeo in Portogallo, dove arbitrò Danimarca-Italia (0-0) e Paesi Bassi-Repubblica Ceca (2-3). 
Nel 2006 venne convocato per prendere parte al campionato mondiale in Germania, ma l'impreparazione atletica dei guardalinee spagnoli a cui era abbinato (Martinez Samaniego e Ayete Plou) costrinse la FIFA a sostituire l'intera terna arbitrale, promuovendo, invece, quella di riserva, capitanata da Luis Medina Cantalejo. Le rigide regole della FIFA colpirono, allo stesso modo, anche la terna guidata dall'incolpevole arbitro greco Kyros Vassaras, bocciata anch'essa per l'impreparazione dei guardalinee.
Nel 2008 arbitrò al campionato europeo in Austria e Svizzera come rappresentante spagnolo, venendo impiegato in due partite: Romania-Francia (0-0) e Austria-Germania (0-1). Il 16 ottobre 2008 arbitrò la partita del campionato russo tra Spartak Mosca e Zenit San Pietroburgo. 
Pur figurando, inizialmente, nella lista dei 54 arbitri pre-selezionati in vista del campionato mondiale del 2010 in Sudafrica, il suo nome è stato in seguito depennato per far posto a quello del connazionale Alberto Undiano Mallenco.
Vanta anche la direzione di una finale di UEFA Champions League, la partita tra Liverpool e Milan giocata il 25 maggio 2005 a Istanbul e terminata con la vittoria degli inglesi ai tiri di rigore dopo il 3-3 dei tempi supplementari, e di una semifinale di UEFA Champions League, nell'edizione 2006-2007 (il derby inglese Liverpool-Chelsea, terminato anch'esso con il successo del Liverpool, con il risultato di 1-0).
La sua ultima direzione ufficiale risale a mercoledì 19 maggio 2010 in occasione della finale di Coppa del Re giocata al Camp Nou di Barcellona e vinta dal Siviglia per 2-0 contro l'Atlético Madrid.